# Richard Calder
Richard Calder (Londres, 1956) é um escritor britânico de ficção científica que vive e trabalha no East End de Londres, mas que passou mais de uma década na Tailândia (1990–1997) e Filipinas (1999–2002).
Ele cita como fontes de inspiração, Angela Carter e Georges Bataille, entre outros.